# Tu Chih-chen
Tu Chih-chen, född 3 mars 1966, är en taiwanesisk bågskytt. Han deltog vid olympiska sommarspelen 1984.